# 紐西蘭航空飛行安全宣導短片
紐西蘭航空飛行安全宣導短片是指紐西蘭航空在飛機上向旅客播映的飛安宣導影片。為了吸引遊客關注，其內容多以模仿電影情節為主題，並請來知名影星或名人客串出演，或是用動畫、音樂劇方式呈現。

## 知名影片

### 2012年
由於2012年是魔戒前傳電影第一部《哈比人：意外旅程》上映的年份，因此紐西蘭航空特地配合電影公司的宣傳活動，推出一支四分鐘長的飛安宣導短片，片名為《意外解說》，由《魔戒》和《哈比人》系列的導演彼得·傑克森執導。
短片裡有打扮成精靈族的空中小姐向飛機乘客講解安全守則，扮成勒苟拉斯的空少示範氧氣面罩的使用方式，機長扮成巫師甘道夫的樣子，而飛機上則坐滿了扮成哈比人、矮人、戒靈、半獸人等中土大陸各種族的乘客。「甘道夫」拿出菸斗想要抽時，精靈族空姐便出現叮嚀他：飛機上不准吸菸。當一枚魔戒滾落地上時，被由彼得·傑克森客串的乘客撿起戴上，消失不見。
該短片在上傳至網路後，僅一日內就吸引二百四十萬人次點閱觀看。同時獲得不少好評。

### 2013年
2013年紐西蘭航空推出的飛安宣導短片名為《中土世界近在咫尺》，特意選在《哈比人：荒谷惡龍》全球首映前兩週推出。
短片的參與演出者主要皆為紐西蘭航空的空服人員，此外還包括了席維斯·麥考伊和狄恩·歐葛曼（他們分別在哈比人電影中飾演瑞達加斯特和菲力）。狄恩·歐葛曼評論說：「這部短片即展示了電影中的魔幻色彩，同时又凸顯了紐西蘭航空自身的創新特點」。

### 2014年
在2014年10月紐西蘭航空推出的宣導影片片名為《萬米高空的中土史詩》，仍以《哈比人》電影作為主題，並配合該年底上映的《哈比人：五軍之戰》。該短片由塔伊加·維迪提執導。
這支短片以一對男女旅客搭乘飛機的經歷作為主軸。彼得·傑克森在片中扮演一小角色，向觀眾宣導宣導機上電子器材的使用規定，伊利亞·伍德亦客串機上的一名乘客，最後戴上「魔戒」消失不見，其餘的客串演出者還包括了演員席維斯·麥考伊、狄恩·歐葛曼、維塔工作室共同創辦人理查·泰勒等人。此外該片中還出現了紐西蘭旅遊景點哈比村的畫面，以及甘道夫、瑞達加斯特、矮人、巨鷹等不少中土大陸的角色和元素，甚至有與半獸人軍隊對決的場面。
這部《萬米高空的中土史詩》共花了六天拍攝完成，取景地遍布紐西蘭各地。維塔工作室堤供了片中所需的服裝和道具，以及負責後期的特效製作。
紐西蘭航空全球品牌總監朱迪·威廉姆斯（Jodi Williams）表示這支短片的發布是「为紐西蘭航空與《哈比人》三部曲长達三年的成功合作畫上了圓滿的句號」。
短片在上傳至YouTube網站後亦吸引了許多人點閱觀看。

### 2015年
2015年紐西蘭航空的飛安宣導短片改以電影《MIB星際戰警》作為主題，由紐西蘭橄欖球國家隊隊員扮演片中的黑衣探員。

### 2016年
2016年紐西蘭航空的飛安宣導短片片名為《飛常好萊塢》（Safety in Hollywood），內容結合好萊塢數部影視作品的內容橋段，包括了電影《侏儸紀公園》、《北非諜影》、《世界大戰》和電視劇《噬血真愛》，並邀請紐西蘭喜劇演員萊斯·達比及美國女演員安娜·法瑞絲於宣導短片中出演。
這部《飛常好萊塢》是在美國洛杉磯的華納兄弟工作室攝製的。

### 2018年
在2018年3月紐西蘭航空推出的飛安宣導短片以南極為主題，由美國演員艾德·葛納主演。紐西蘭航空稱這支短片為「世界上最Cool的飛行安全宣導短片」。
為了拍攝這支短片，紐西蘭航空特與紐西蘭南極局、紐西蘭南極研究協會合作，遠赴南極洲拍攝。

## 外部連結
- 紐西蘭航空飛行安全宣導短片 （页面存档备份，存于）（繁體中文）